# Стоян Каблешков
Вижте пояснителната страница за други личности с името Стоян Каблешков.
Стоян Лулчов Каблешков е български просветен деец и революционер, деец на Вътрешната македоно-одринска революционна организация.

## Биография
Стоян Каблешков е роден през 1868 година в Копривщица, тогава в Османската империя. Негов брат е революционерът от Априлското въстание Тодор Каблешков. Завършва основното си и средно образование в Русия, философия и педагогика в Цюрих, като след това е назначен за главен директор на всички български училища в Македония.
Присъединява се към ВМОРО и през 1903 година заедно с Никола Пушкаров, Славка Чакърова и други организира Скопския революционен окръг за Илинденското въстание. Заловен е от турските власти, осъден е на смърт, но със застъпничеството на руския консул е екстрадиран в България, без право повече да се завръща в Македония.
В България продължава да се занимава с учителска и педагогическа дейност до смъртта си. Дълги години е председател на Съюза на учителите. Увлича се от археология и участва в разкопки от Омуртагово време в Шуменско. Рисува портрета на брат си Тодор и сътрудничи на БАН. С неговата помощ е учредена първоначалната експозиция на музея „Тодор Каблешков“ в Копривщица. Жени се за съпругата си Стиляна, с която имат 4 деца: Ана, Стела, Богдан и Омуртаг. Умира през 1953 година в София.